# باربرا بلومبرغ
باربرا بلومبرغ (بالألمانية: Barbara Blomberg)‏ هي أرستقراطية ألمانية، ولدت في 1527 في ريغنسبورغ في ألمانيا، وتوفيت في 18 ديسمبر 1597 في إسبانيا.